# Катя и Мим-Мим
«Катя и Мим-Мим» (англ. Kate and Mim-Mim, «Кейт и Мим-Мим») — канадский мультипликационный сериал для детей дошкольного возраста, созданный студией англ. Nerd Corps Entertainment (подразделением англ. DHX Media); показ начался в 2014 году.

## Сюжет
Мультфильм рассказывает о дружбе и приключениях 5-летней девочки по имени Кейт (в русской локализации — Катя) и её любимого плюшевого зайчика (а оригинальной английской версии кролика) по имени Мим-Мим. Зайчик может вырастать, становясь больше девочки до десяти раз. Вместе они отправляются в путешествия в воображаемый мир.

## Персонажи
- Катя (Кейт) — главная героиня, замечательная и добрая 5-летняя девочка. Живёт с мамой и папой. Лучшая подруга Мим-Мима и остальных друзей. Вместе с Мим-Мимом и остальными друзьями попадает в разные приключения. Часто помогает своим родителям и любит проводить время со своими друзьями.
- Мим-Мим — игрушечный фиолетовый зайчик (в оригинале кролик), который может быть выше самой Кати. Главный житель Мимилу. Там он имеет много друзей, которые помогают ему и Кате. Он является лучшим другом Кати и часто даёт ей полезные советы.
- Бумер — маленький синий мальчик, младший брат Лили. Один из друзей Кати и Мим-Мима. Житель Мимилу. Очень любопытный и весёлый, глуповат и иногда ведёт себя глупо. Часто попадает в глупые неприятности, но Лили помогает ему выпутываться из них.
- Лили — розовая девочка, старшая сестра Бумера. Умная, добрая и иногда серьёзная. Подруга Кати и Мим-Мима. Жительница Мимилу. Не очень любит грубости и воспринимает почти всё всерьёз. Любит проводить время с друзьями. Если Бумер часто попадает в беду, она ему помогает выпутываться из них.
- Тек — изобретательное неуклюжее жёлтое существо, очень похожее на жёлтую лягушку. Житель Мимилу. Один из друзей Кати и Мим-Мима и особенно дружит с Габлом. Очень любит изобретать всякие изобретения, но часто изобретения мешают ему и его друзьям и порой не всегда оказываются полезными для помощи ему и друзьям. Когда изобретения выходят из-под контроля, он с друзьями их исправляет и очень грустит, что изобретения портятся и ему приходится их исправлять и делать новые. Достаточно неуклюж.
- Габл — очень добродушное и доброе коричневое существо-монстр, который один из жителей Мимимлу. Один из друзей Кати и Мим-Мима, особенно Габл дружит с Теком. С виду кажется страшным, но на самом деле он очень добрый. Он очень обожает помогать друзьям.

## Роли озвучивали и дублировали
| Персонаж    | Оригинальное озвучивание              |
| ----------- | ------------------------------------- |
| Катя (Кейт) | Джессика Ханн                         |
| Мим-Мим     | Роб Фостер, Ли Токар и Джефф Шьерлунд |
| Бумер       | Марайка Хендрикс                      |
| Лили        | Табита Сен-Жермен и Лин Готони        |
| Тек         | Мэтт Хилл                             |
| Габл        | Брайан Драммонд                       |
| Мама        | Николь Оливер                         |
| Папа        | Дэвид Годфри и Гидеон Эмери           |

## Номинации и награды сериала
- 2015 — номинация Leo Awards в категории «лучший звук в анимационных программе или сериале» за эпизод Bunch O' Boomers[4]

## Сопутствующаямедиафраншиза
- Компьютерная игра Kate & Mim-Mim — Funny Bunny Fun (студия A.C.R.O.N.Y.M. Games, выпущена 24 марта 2015 года)[5]